# Robert Havemann
Robert Havemann, född 1910 i München, död 1982 i Grünheide, var en kemist och dissident i Östtyskland.
Havemann studerade kemi i Berlin och München 1929–1933 och tog sedan en doktorsgrad i fysisk kemi vid Kaiser-Wilhelm-Institut. Under nazistregimen var han medlem i en motståndsgrupp och hade 1932 gått med i Tysklands kommunistiska parti. Han arresterades av Gestapo 1943 och dömdes till döden. Avrättningen sköts upp då Havemanns kollegor ingrep ett flertal gånger då han var delaktig i arbetet med kemiska vapen. Han befriades ur fängelset av Röda armén 1945. 
Han återupptog sitt arbete vid Kaiser-Wilhelm-Institut med fysisk kemi och elektrokemi i Berlin. Efter påtryckningar från amerikanska myndigheter tvingades han lämna sin post och lämnade slutligen laboratoriet 1950 och blev professor vid Humboldtuniversitetet i Östberlin. Han blev även ledamot av Östtysklands parlament Volkskammer. Hans regimkritiska åsikter och kritik av Tysklands socialistiska enhetspartis styre gjorde att SED utestängde honom från universitetet, 1965 fick han yrkesförbud och 1966 uteslöts han ur Akademie der Wissenschaften der DDR.
Han sattes i husarrest i hemmet i Grünheide  under två och ett halvt år- nov 1976 till maj 1979 - med hustrun Katja och sexåriga dottern Franziska, sedan han kritiserat att man fråntagit Wolf Biermann hans medborgarskap. Stasi tog över ett grannhus och monterade upp strålkastare på tomten som dag och natt lyste in över Havermanns hus och trädgård. Han övervakades av Stasi även efter att husarresten upphävdes 1979 och fram till sin död 1982 i lungsjukdom.
I nuvarande östra Berlin finns nu ett Robert Havemann Gesellschaft, en stiftelse som arbetar för mänskliga rättigheter och politiskt förföljda.